# STS-51-L
 STS-51-L — 25-й політ у рамках програми «Спейс Шаттл», 10-та місія шатла «Челленджер». Космічний корабель був запущений 28 січня 1986 року зі стартового майданчика 39-B Космічного центру ім. Кеннеді. Політ закінчився через 73 секунди після старту руйнуванням шатла і загибеллю всіх семи членів екіпажу.

## Екіпаж
- (НАСА): Френсіс Скобі (англ. Francis Richard Scobee) (2-й раз у космосі) — командир;
- (НАСА): Майкл Сміт (англ. Michael J. Smith) (1-й раз) — пілот;

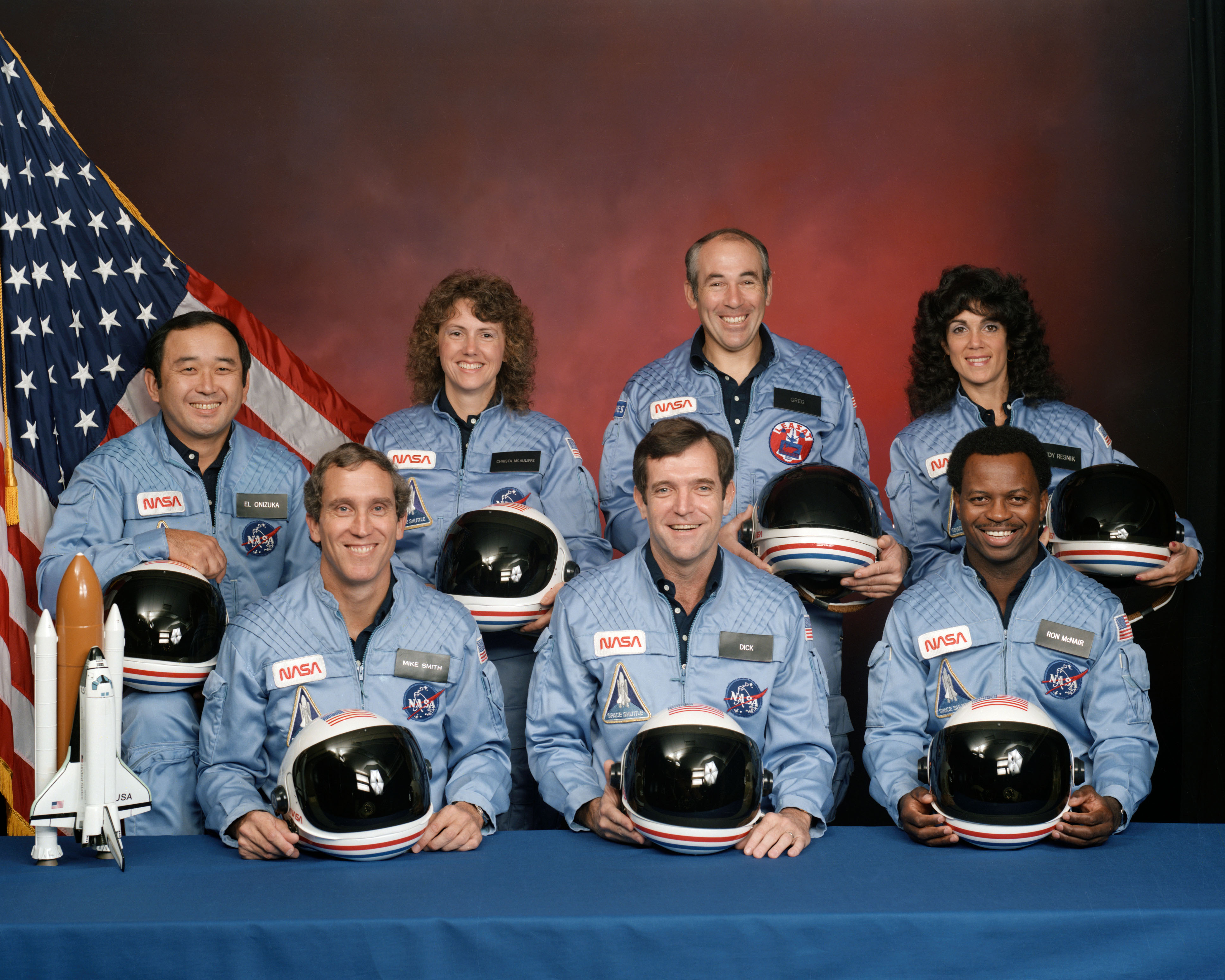
Екіпаж останнього польоту Челленджера. Позаду зліва направо: С. Еллісон Онідзука, Шарон Кріста Маколіфф, Грег Джарвіс і Джудіn Резник. Попереду зліва направо: Майкл Дж. Сміт, Дік Скобі та Рон Макнейр

- (НАСА): Еллісон Онідзука (2-й раз) — фахівець польоту;
- (НАСА): Джудіт Рєзнік (2 раз) — фахівець польоту;
- (НАСА): Роналд Макнейр (Ronald E. McNair) (2-й раз) — фахівець польоту;
- (НАСА): Кріста Маколіфф (Christa McAuliffe) (1-й раз) — фахівець з корисного навантаження;
- (НАСА): Грегорі Джарвіс (англ. Gregory B. Jarvis) (1-й раз) — фахівець з корисного навантаження.

## Планована місія
У програму польоту STS-51L входили: вивід на орбіту супутників TDRS, спостереження за кометою Галлея, також планувалося провести в рамках проєкту «Учитель у космосі» кілька уроків для школярів з орбіти.
Політ став першою американською орбітальною місією, яка закінчилася загибеллю космонавтів. Це був також перший американський космічний пілотований політ, у ході якого астронавти не досягнули космічного простору. Першим у світі польотом такого роду був «Союз-18-1», два члени екіпажу якого вижили. Політ інженера Грегорі Джарвіса спочатку був запланований на попередній політ шаттла (STS-61-C), але був перенесений на цей рейс через те, що його місце в екіпажі попереднього польоту зайняв конгресмен Клеренс Нельсон.

## Галерея

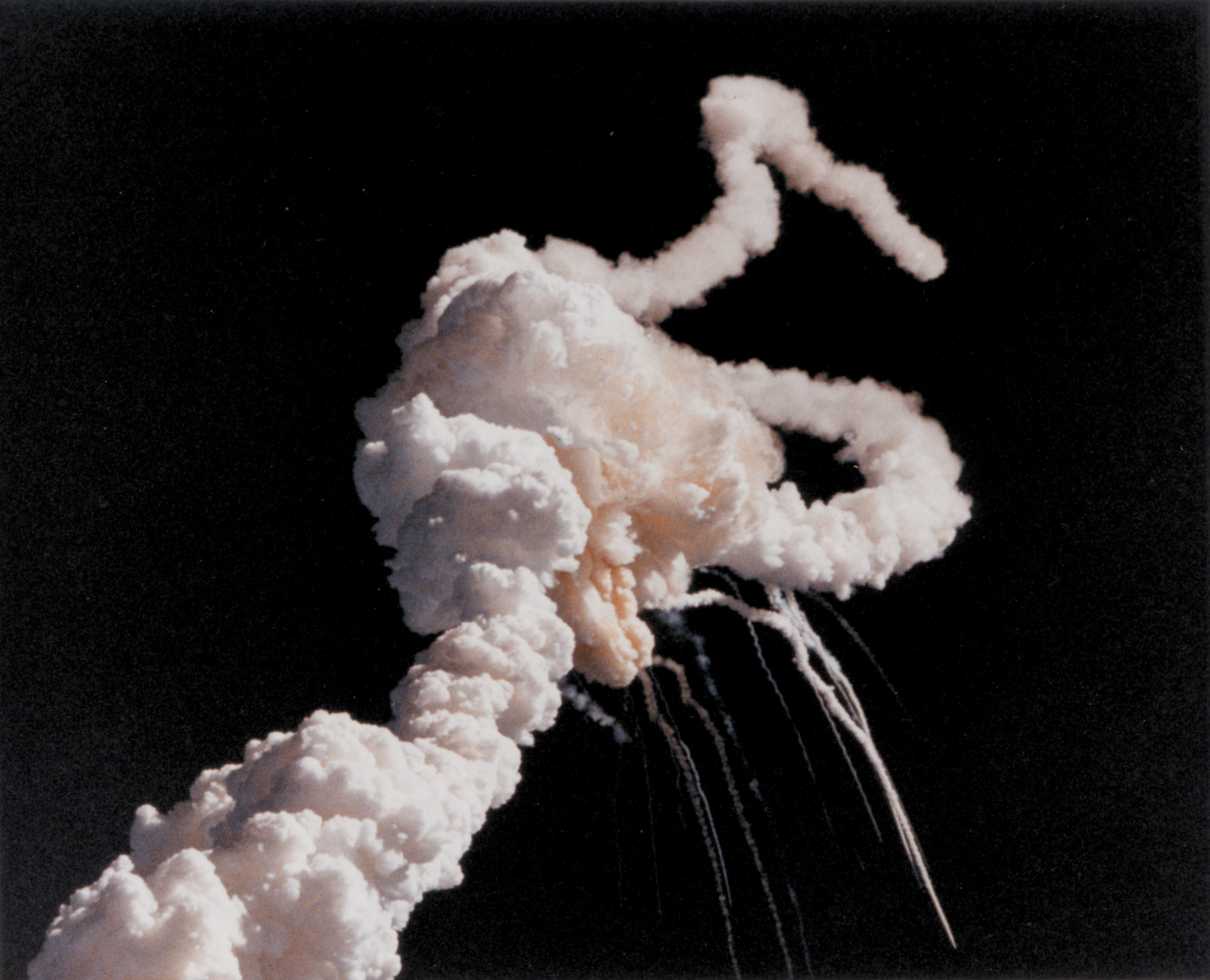
Димовий шлейф «Челленджера» після його розпаду, через 73 секунди після старту.
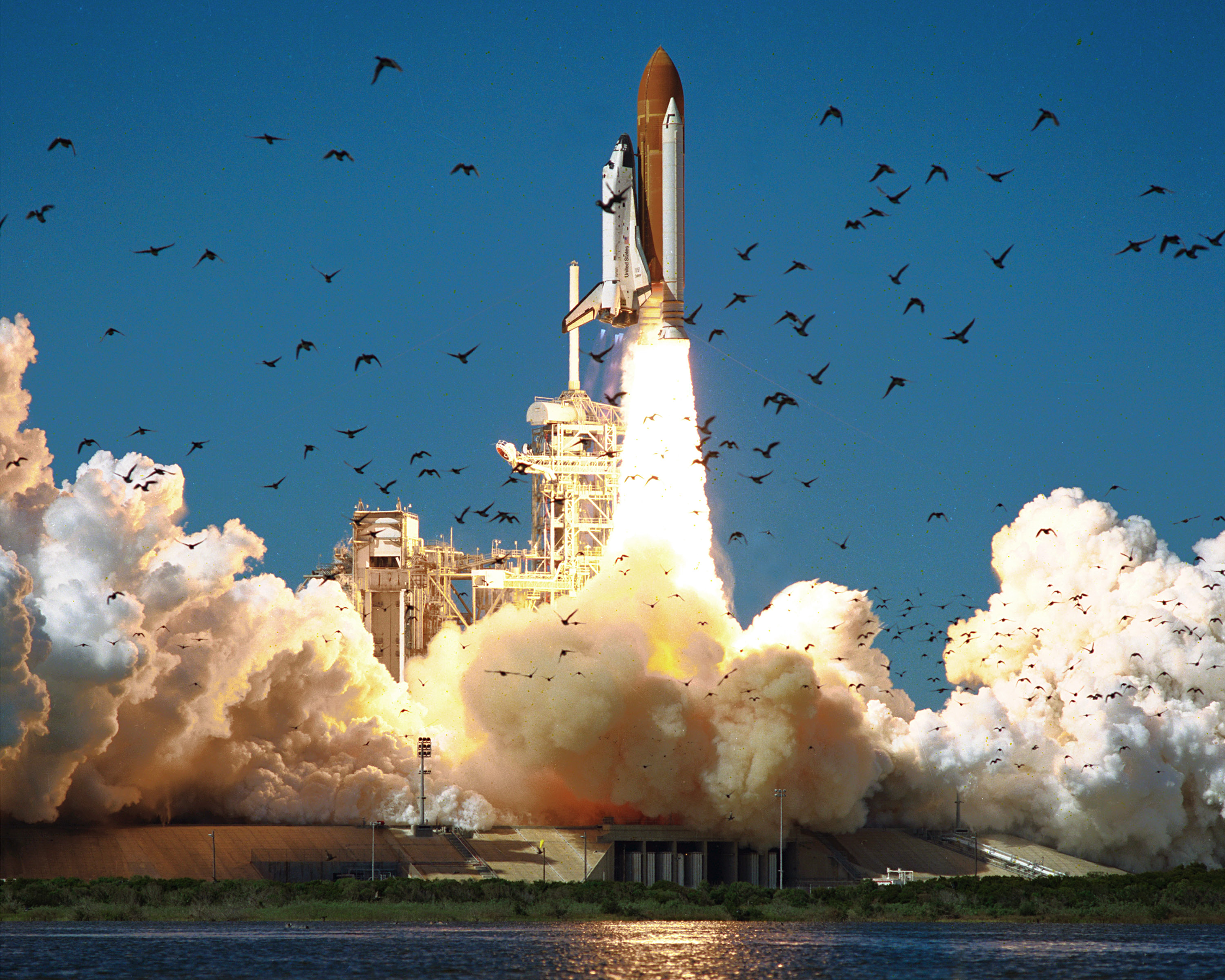
Старт «Челленджера» на початку місії STS-51-L, 28 січня 1986